# Chen Shu-fen
Chen Shu-fen (chinesisch 陳淑芬; * 26. April 2002) ist eine taiwanische Beachhandball-Spielerin. Sie ist Mitglied der Nationalmannschaft Taiwans.
Chen Shu-fen nahm mit der Juniorinnen-Auswahl Taiwans an den erstmals ausgetragenen Beachhandball-Juniorenweltmeisterschaften 2017 in Flic-en-Flac auf Mauritius teil. Da Togo und Brasilien in ihrer Vorgruppe nicht antraten, wurde Taiwan trotz der klaren Niederlage gegen die Niederlande Gruppenzweite und zog in die Hauptrunde ein. Dort unterlag die Mannschaft Argentinien und Ungarn, womit Taiwan in den drei ersten Spielen des Turniers den drei späteren Medaillengewinnern unterlegen war. Das letzte Vorrundenspiel gegen Kroatien wurde gewonnen. Damit zogen die Taiwanerinnen überraschend statt der Kroatinnen in das Viertelfinale ein. Dort schieden sie gegen Portugal im Shootout aus. Nach einer Niederlage gegen die Spanierinnen kam es im letzten Platzierungsspiel zu einem Duell mit den Chinesinnen um den siebten Platz und zugleich um die Qualifikation für die Olympischen Jugend-Sommerspiele 2018 in Buenos Aires. Das Spiel wurde in zwei Sätzen verloren und Chen schloss das Turnier mit Taiwan auf dem achten Platz von 14 Mannschaften ab.
Anschließend wurde Chen in die A-Nationalmannschaft Taiwans für das Beachhandball-Turnier bei den World Games in Breslau in das Aufgebot Taiwans (Chinesisch-Taipeh) berufen. In der Vorrundengruppe B verlor sie mit ihrer Mannschaft nacheinander alle drei Gruppenspiele gegen Polen, Australien und Brasilien ohne eigenen Satzgewinn. Als Gruppenletzte musste Chen mit Taiwan gegen die beste Mannschaft der Gruppe A, Norwegen antreten, und verlor das Spiel ebenso wie das erste Platzierungsspiel gegen Australien. Beim letzten Spiel um den siebten Rang konnte sich die Mannschaft gegen Tunesien im Shootout durchsetzen. Chen bestritt alle möglichen sechs Spiele, blieb aber ohne Torerfolg. Im Turnierverlauf erhielt sie zwei Zeitstrafen, verursachte zwei Strafwürfe, konnte aber auch zweimal den Ball von den gegnerischen Mannschaften erobern.

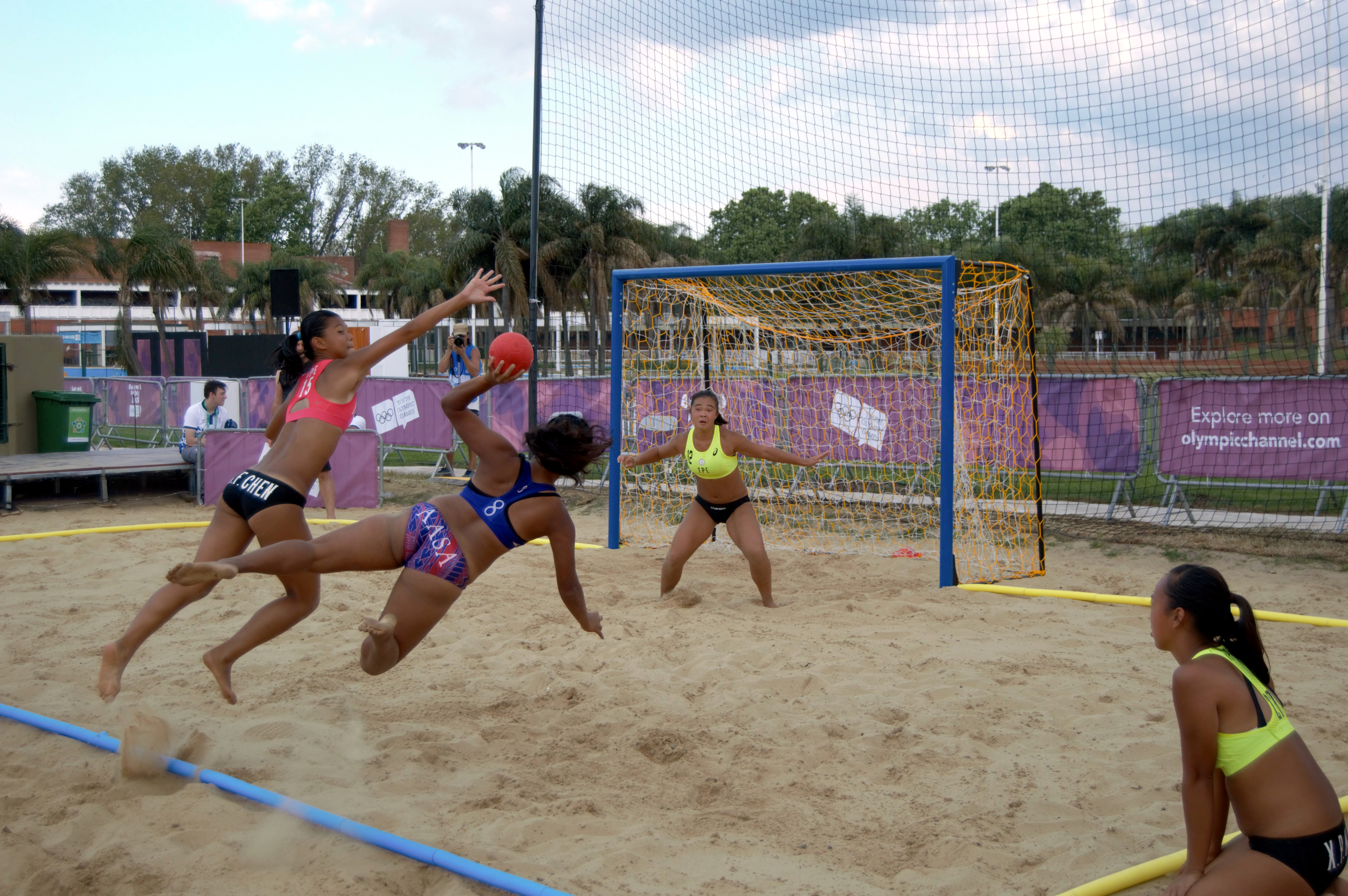
Chen (pink) versucht im Vorrundenspiel gegen Amerikanisch-Samoa einen Wurf von Naomi A'asa abzuwehren; im Tor Shen Yun-ting

Es folgten die Olympischen Jugend-Sommerspiele, da China sich für einen Startplatz im Basketball statt im Beachhandball entschieden hatte und somit Taiwan (Chinesisch-Taipeh) nachrücken konnte. Abgesehen von Lin Hung-gwen hatten alle Mitglieder der Mannschaft schon an den Junioren-Weltmeisterschaften im Vorjahr teilgenommen. Chen startete mit Taiwan mit einem Sieg im Shootout über Russland in das Turnier. Chen erzielte einen Punkt und verursachte zwei Strafwürfe. Es folgte ein weiterer klarer Sieg über die Außenseiterinnen aus Amerikanisch-Samoa, die im zweiten Durchgang nur einen Punkt gegen die starke Abwehr um Chen erzielen konnte. Chen ihrerseits erzielte in dem Spiel erneut einen Punkt und damit ihren zweiten und letzten im Turnierverlauf. Weiterhin konnte sie zweimal gegnerische Bälle erobern und einen gegnerischen Torwurf abblocken. Bei der klaren Niederlage im dritten Spiel gegen Kroatien erhielt Chen eine Zeitstrafe. Beim deutlichen Sieg über den zweiten Außenseiter aus Mauritius konnte Chen erneut einmal einen gegnerischen Ball erobern. Das letzte Vorrundenspiel, in dem Chen erneut eine Zeitstrafe erhielt, wurde gegen die amtierenden Junioren-Weltmeisterinnen aus Ungarn verloren. Zweimal konnte Chen in dem Spiel gegnerische Torwürfe blocken, verursachte aber auch einen Strafwurf. Als Drittplatzierte Mannschaft konnte Taiwan nicht nur Russland hinter sich lassen, sondern als letzte Mannschaft der Vorrundengruppe die Hauptrunde erreichen.

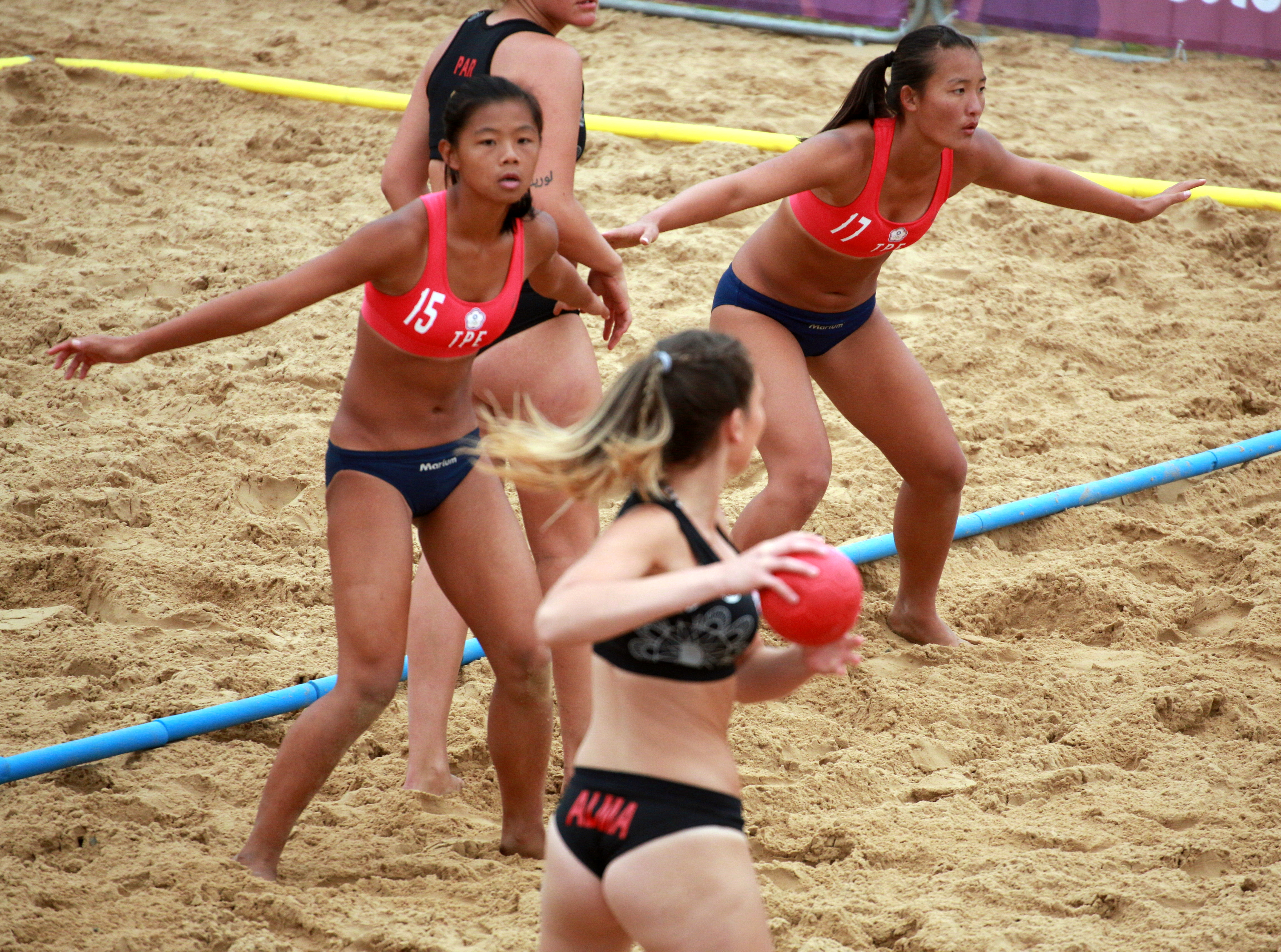
Chen Shu-fen (links) und Chan Yu-chen verteidigen im Platzierungsspiel gegen Paraguay gegen Alma Brítez

Im ersten Hauptrundenspiel gegen die Niederlande konnten die Taiwanerinnen zwar knapp den ersten Durchgang für sich entscheiden, verloren danach aber deutlich den zweiten Durchgang, anschließend den Shootout und damit auch das Spiel. Das zweite Spiel gegen Paraguay konnte Chen mit ihrer Mannschaft in zwei Durchgängen gewinnen. Sie konnte in dem Spiel nicht nur erneut einen gegnerischen Torwurf abwehren, sondern gab auch ihre einzige Torvorlage im Turnierverlauf. Gegen die argentinischen Gastgeberinnen konnte Taiwan erneut überraschend den ersten Satz mit einem Punkt Vorsprung gewinnen, verlor dann aber knapp mit einem Punkt weniger sowohl Satz zwei als auch den Shootout. Chen verursachte in diesem Spiel wieder einen Strafwurf. Mit vier Punkten war Taiwan punktgleich mit Paraguay und Kroatien, aufgrund des direkten Vergleichs zog jedoch Kroatien in das Halbfinale ein, während Taiwan gegen Paraguay um den fünften Platz spielte. Dieses Mal unterlag Taiwan in zwei Durchgängen klar den Südamerikanerinnen und belegte am Ende den sechsten Platz von 12 Mannschaften. Im letzten Spiel blockte Chen noch einmal einen gegnerischen Wurf, verursachte aber auch noch einmal einen Strafwurf.
2018 nahm Chen mit der Nationalmannschaft auch am Einladungsturnier ersten Gangdu Cup teil. Sie bildete mit all ihren Mannschaftskameradinnen von den Olympischen Jugendspielen die taiwanesische B-Nationalmannschaft, während die A-Mannschaft weitestgehend von Spielerinnen der amtierenden Meistermannschaft gestellt wurde. Chen gewann am Ende mit ihrer Mannschaft das von das IHF anerkannte Turnier, im Finale schlugen sie erstmals die Vertretung Vietnams.
Mit der taiwanesischen U 18, zu der abgesehen von Chao Yu-chen auch alle Mitglieder der taiwanischen Mannschaft bei den Olympischen Jugendspielen gehörten, nahm Chan in Beirut an den Asienmeisterschaften 2019 in der Halle teil und belegte den fünften Rang.

## Einzelbelege
1. ↑  Worldgames 2017. Abgerufen am 8. Dezember 2021.
2. ↑  2018 Summer Youth Olympics Official Result Book Beach handball
3. ↑  中時新聞網: 港都盃國際沙灘手球邀請賽12月初熱情引爆南臺灣 - 體育. Abgerufen am 8. Dezember 2021 (chinesisch (Taiwan)).
4. ↑  中華男女隊包辦港都盃國際沙灘手球邀請賽冠軍「高雄新聞網. In: tnews.cc. 4. Dezember 2018, abgerufen am 14. Dezember 2022 (chinesisch).
5. ↑  Asian Handball Federation. Abgerufen am 15. Dezember 2022.

| Personendaten    | Personendaten                                    |
| ---------------- | ------------------------------------------------ |
| NAME             | Chen, Shu-fen                                    |
| ALTERNATIVNAMEN  | Chen, Shufen                                     |
| KURZBESCHREIBUNG | taiwanische Handball- und Beachhandballspielerin |
| GEBURTSDATUM     | 26. April 2002                                   |